# Procreate
Procreate ist eine Raster-Grafik-Editor-App für digitale Malerei, die von Savage Interactive für iOS und iPadOS entwickelt und veröffentlicht wurde. Sie wurde als Antwort auf die künstlerischen Möglichkeiten des iPad entwickelt und kam 2011 im App Store für das iPad auf den Markt. Mit Procreate Pocket erschien 2014 auch eine Version der Anwendung für iPhones. Procreate galt 2019 als eines der beliebtesten iPad-Malprogramme.

## Beschreibung
Das Ziel von Procreate ist es, das natürliche Gefühl des physischen Zeichnens nachzubilden, während es die praktischen Vorteile einer digitalen Plattform nutzt. Es bietet über 130 Pinsel, mehrere Ebenen, Mischmodi, Masken, Export von Prozessvideos in 4K-Auflösung, automatisches Speichern und viele andere digitale Kunstwerkzeuge. Zusätzlich zu den Rastergrafiken verfügt diese Software über begrenzte Fähigkeiten zum Bearbeiten und Rendern von Text und Vektorgrafiken. Procreate ist für Multitouch und den Apple Pencil ausgelegt. Es unterstützt auch eine Reihe von Stiften von Drittanbietern und den Import/Export in das Adobe-Photoshop-PSD-Format.
Procreate erfordert keine In-App-Käufe oder irgendeine Form von Abonnement. Im App Store kostet ein Download der iPadOS-Version 14,99 € und ein Download der iOS-Version 6,99 €. 

## Geschichte
Die Firma Savage Interactive wurde 2010 in Old Beach, einem Vorort von Hobart in Australien, gegründet. Ihre App Procreate war von Anfang an eher für den professionellen Einsatz gedacht und wurde am 16. März 2011 in der ersten Version veröffentlicht. Zunächst wenig erfolgreich, wurde die App 2013 mit dem Apple Design Award ausgezeichnet. Mit dem einsetzenden Erfolg konnte im November die zweite Version der Anwendung präsentiert werden. Im gleichen Jahr wurde ein von Kyle Lambert mit Procreate gemaltes Porträt von Morgan Freeman ein viraler Erfolg, und David Hockney nutzte die App für eine Ausstellung.
Im November 2014 wurde mit Procreate Pocket erstmals eine Version der App für das iPhone vorgestellt. 2018 kürte Apple die Anwendung zur „iPhone App des Jahres“.

## Bekannte Anwender
Zu den bekannten Anwendern von Procreate gehören der Comiczeichner und DC-Comics-Mitherausgeber Jim Lee, der damit Batman und den Joker skizziert hat. Der britische Künstler David Hockney fertigte eine Reihe von Landschaftsgemälden mit Procreate an. Der Illustrator James Jean verwendete die App auch für Filmplakate, darunter das Poster für Blade Runner 2049. Der Concept Artist Doug Chiang erstellte Roboter-, Fahrzeug- und Kreaturendesigns für Star Wars in Procreate. In Deutschland wird die App etwa von Guido Kühn genutzt.

Procreate bietet Benutzern einen Ort im Web, an dem sie ihr Portfolio anzeigen können.